# Babylon 5: Řeka duší
Babylon 5: Řeka duší (v anglickém originále Babylon 5: The River of Souls) je americký televizní film z roku 1998, v pořadí čtvrtý film vztahující se ke sci-fi seriálu Babylon 5. Snímek režírovala Janet Greek, scénář napsal J. Michael Straczynski, autor celého seriálu. Premiérově byl vysílán 8. listopadu 1998 na televizní stanici TNT.

## Příběh
Děj filmu se odehrává v roce 2263, přibližně půl roku po skončení páté řady seriálu Babylon 5 (nepočítaje její poslední díl „Sleeping in Light“).
Archeolog Bryson pátrá po věčném životě a na jedné planetě při tom najde obrovský sklad koulí, které obsahují duše zemřelých. Michael Garibaldi se po několika měsících vrátí na stanici Babylon 5, aby s Brysonem probral financování jeho expedicí, což zařizuje právě korporace, kterou Garibaldi řídí. Z koule, kterou Bryson vzal s sebou, začnou duše unikat a působit zmatek a nebezpečí. Na stanici dorazí tzv. lovec duší (z řádu, jenž shromažďuje duše významných zemřelých osob), protože chce, aby mu byl navrácen předmět ukradený archeologem. Duše mezitím dokážou informovat kapitána Lochleyovou, velitelku stanice, že oním věčným životem trpí – jako rasa se před 10 tisíci lety chystali povznést na vyšší úroveň bytí, jenže právě smrt jejich fyzických těl přivolala lovce duší, kteří jejich duševní esence shromáždili v kouli. Lovec na stanici se obětuje, aby ukázal dobrou vůli, neboť chce tento omyl napravit. Jeho duše se dostane do koule, kam se vrátí i ty, které unikly. Společně tak budou vyčkávat na příhodnou dobu pro budoucí vysvobození.

## Obsazení
| Jerry Doyle       | Michael Garibaldi, ředitel Edgars Industries                      |
| Tracy Scogginsová | kapitán Elizabeth Lochleyová, velitelka stanice                   |
| Jeff Conaway      | Zack Allan, šéf staniční bezpečnosti                              |
| Richard Biggs     | doktor Stephen Franklin, vedoucí xenobiologického výzkumu na Zemi |
| Ian McShane       | doktor Robert Bryson, archeolog                                   |
| Martin Sheen      | lovec duší                                                        |